# Dasharathadeva
Raja Dasarathadeva Danujmadhava (también, Raja Danuaja Rai o Dasharathadeva) fue el último rey hinduista conocido de Bengala Oriental.
Pertenecía a la dinastía Deva y fue rey de Chandradvipa (actual Barisal, ciudad de Bangladés, y capital de la división homónima Barisal).

## Historia
El reino sobre el que gobernó estuvo en las cercanías de la ciudad de Sonargaon, en el centro de Bangladés, entre 1260 y 1268. Más tarde atacó a Vikrampur (Bikrampur) y conquistó el reino de Sena antes de 1280.